# Xã East Republic, Quận Greene, Missouri
Xã East Republic (tiếng Anh: East Republic Township) là một xã thuộc quận Greene, tiểu bang Missouri, Hoa Kỳ. Năm 2010, dân số của xã này là 4.658 người.